# Fortul
Fortul es uno de los siete municipios del departamento colombiano de Arauca. Limita al norte con Saravena; al sur con Tame; al este con Arauquita y al oeste con Güicán. Fue fundado el 7 de enero de 1920. Como municipio, Fortul fue creado por medio del decreto 2926 del 15 de diciembre de 1989; por este motivo se considera funcionando como tal desde 1990.
Según el censo realizado por el DANE en el año 2005, Fortul tiene una población de 25.379 habitantes, de los cuales 13.081 viven en la cabecera municipal.

## Toponimia
Su nombre rinde homenaje al prócer colombiano Pedro Fortoul que luchó por la independencia.

## División Político-Administrativa
Además de su Cabecera municipal. Fortul tiene bajo su jurisdicción los siguientes Centros poblados:
- Caranal
- El Mordisco
- El Veinte
- Palmarito
- Sitio Nuevo
- Tolua

## Economía

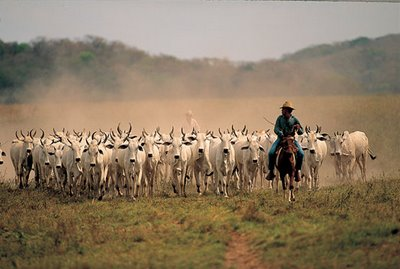
Economía de Fortul.

Las actividades económicas en el municipio están dadas por la venta de servicios básicos primarios y de bienes, como también por alguna transformación de materias primas. La localidad posee un comercio organizado de bienes y consumos (tiendas, almacenes, restaurantes, talleres, abastos y otros).
Tres actividades humanas importantes en el poblado son la ganadería, la agricultura, y la producción de queso doble crema por parte de algunas microempresas lácticas. El área de influencia directa del casco urbano sobre el territorio se considera del 30% aproximado de su territorio, pues los municipios vecinos, Arauquita, Tame y Saravena, cubren la demanda de servicios y bienes restantes; así, la dinámica urbana de este poblado es muy escasa pues las personas del área rural acuden a los poblados anteriormente mencionados.

## Cultura y educación

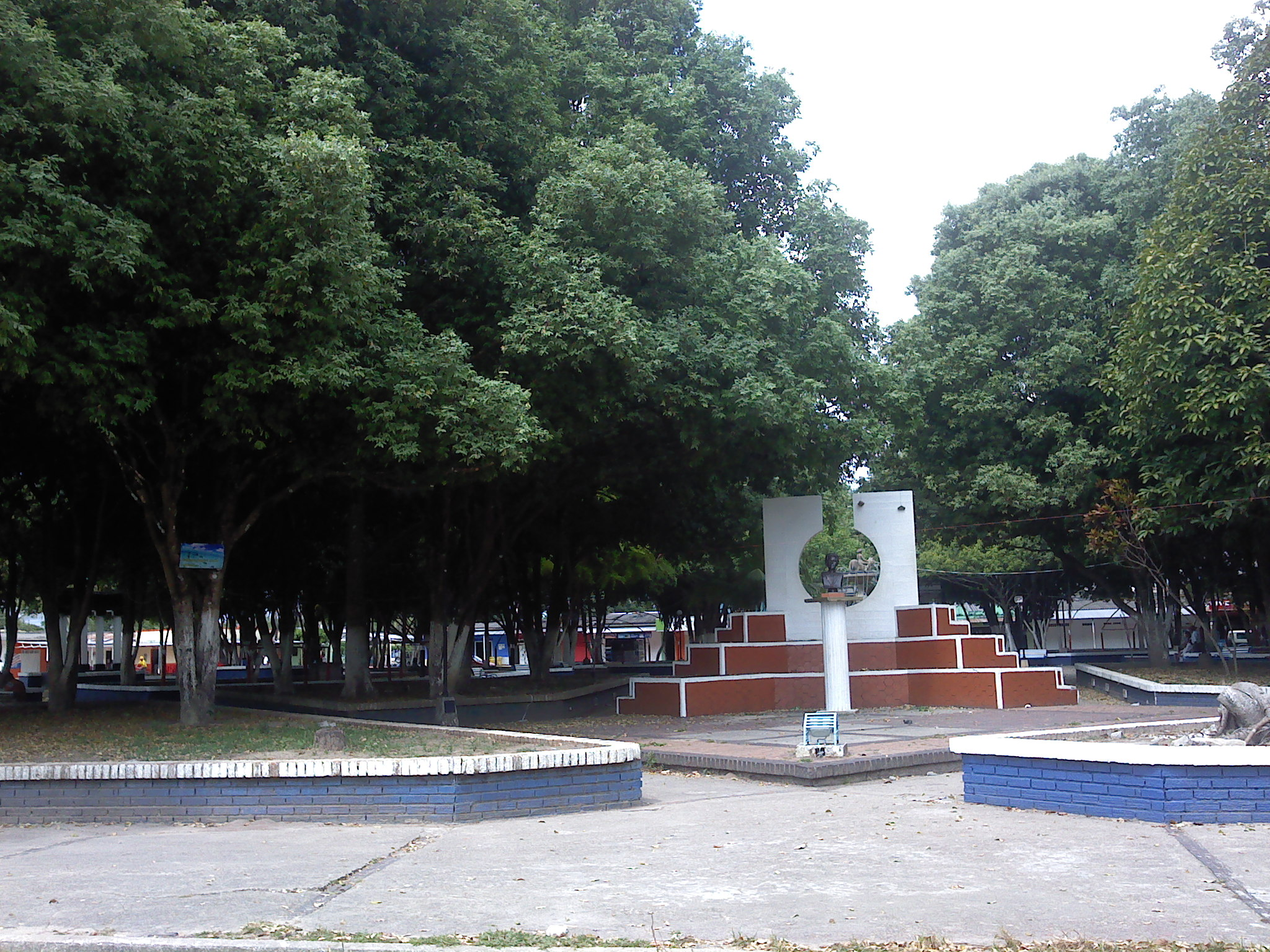
Parque de Fortul.

Este municipio se caracteriza por su variedad de culturas, pues allí viven personas de distintas partes del país, que llegaron en la colonización de las tierras. Cada año se organiza el "Festival de Colonias", en el que los habitantes de Fortul exponen los atributos de su región originaria, organizados en "colonias" (grupo de personas originarias que representan una región), como por ejemplo: la colonia paisa, la colonia santandereana, la colonia costeña, etc.

En cuanto a la educación, el municipio cuentan con una institución educativa básica local en el casco urbano y con muchas otras instituciones rurales.

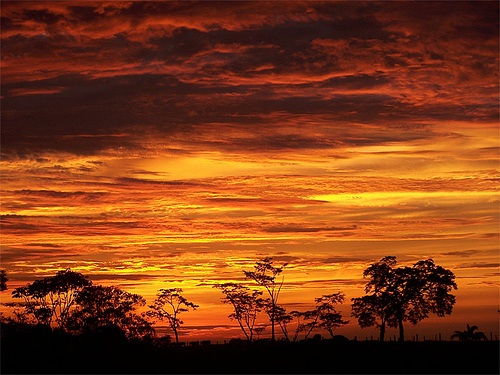
Paisaje de Fortul.

## Símbolos

### Bandera
- Amarillo: Representa la riqueza ganadera y agrícola que posee el municipio.
- Blanco: La paz que se ha estado promoviendo en el municipio.
- Azul: Representa la riqueza acuática del municipio, ya que posee innumerables arroyos y quebradas.También cuenta con el río Magdalena, que es gran afluente comercial

### Himno
- Autor de música y letra: Plinio Eduardo Ardila Morales.

| CORO Es Fortul es Fortul tan galante Cual la garza que posa en tu Paz, en tu Paz Como símbolo de libre esperanza La cultura en sus hijos es bonanza; Como Dios en el hombre la Paz (Bis). I De sabana montaña y nevado Que vigilan cual rayo fugaz El terruño que es fruto de gente Que ha escavado sus manos y frente; Hoy sonríe en su humilde Hogar (Bis). | II En su seno aposenta humanismo Que lo irradia de principio a fin El labriego es ejemplo y constancia Que en el surco se ha hecho esperanza; Que incansable su lema es vivir (Bis). III Es mi pueblo de todos hermanos Que al unísono grita no más, no más No dejemos que reine la envidia Trascendente como el sol que brilla; Siempre unidos busquemos la Paz (Bis). |

### Escudo
- Autor: Plinio Eduardo Ardila Morales.

En la parte superior se enfocan montañas que representan el relieve montañoso que posee el mucicipio acompañado del sol de venados. Una estrella en medio las palabras Fortul, Arauca y Colombia, estrella que es señalada como guía. En la parte central izquierda dos manos entrelazadas simbolizan la amistad, unión, fraternidad, amor, cordialidad, compañerismo. Las líneas rectas representan la rectitud, como valor perdurable de la comunidad. En posición oblicua se encuentra la bandera del municipio (colores amarillo, blanco azul suave) Al lado opuesto se encuentra un animal vacuno, una palma y garza corocora en su estero, representando todos estos elementos la riqueza maderera, ganadera, flora y fauna del suelo fortuleño como parte de la gran riqueza y economía Araucana. Rodeando los elementos antes citados están las palabras: «Progreso, Riqueza y Valor». Los colores blancos simbolizan la pureza , claridad y paz, el verde y demás son los colores propios que conforman la riqueza natural.

## Estructura organizacional municipal
| Fortul       | Fortul      | Fortul                     |
| Departamento | Código DANE | Categoría municipal (2023) |
| ------------ | ----------- | -------------------------- |
| Arauca       | 81300       | Sexta                      |

- Personería: Es un centro del Ministerio Público de Colombia que ejerce, vigila y hace control sobre la gestión de las alcaldías y entes descentralizados; velan por la promoción y protección de los derechos humanos; vigilan el debido proceso, la conservación del medio ambiente, el patrimonio público y la prestación eficiente de los servicios públicos, garantizando a la ciudadanía la defensa de sus derechos e intereses.

- Concejo Municipal: Es la suprema autoridad política del municipio. En materia administrativa sus atribuciones son de carácter normativo. También le corresponde vigilar y hacer control político a la administración municipal. Se regulan por los reglamentos internos de la corporación en el marco de la Constitución Política Colombiana (artículo 313) y las leyes, en especial la Ley 136 de 1994 y la Ley 1551 de 2012.

Constituido por 13 concejales por un periodo de 4 años.
- Alcaldía Municipal: En esta se encuentra la administración municipal y las entidades descentralizadas del municipio.

El alcalde se pronuncia mediante decretos y se desempeña como representante legal, judicial y extrajudicial del municipio. El actual alcalde municipal es Freddy García Hernández (2024-2027), elegido por voto popular.
- JAL.